# متحف الأقصر
متحف الأقصر يقع على كورنيش النيل في وسط مدينة الأقصر جنوب مصر والتي كانت تعرف في الماضي باسم طيبة.
افتتحه الرئيس الأسبق محمد أنور السادات مع ضيفه رئيس جمهورية فرنسا حينها، فاليرى جاسيكار دى ستان في العام 1975 م. لكن موجوداته لم تكن لتقارن بأي حال من الأحوال بمعروضات متحف القاهرة للآثار الذي يحوي أروع نفائس الحضارة المصرية القديمة داخل مصر.
من بين أروع معروضات المتحف حاليًا مجموعة من التحف والتي كانت ضمن مقبرة الملك توت عنخ آمون، أيضًا تماثيل تمثل عصر المملكة الحديثة عثر عليها مخبأة قرب معبد الأقصر في عام 1989 م. كذلك تجد المومياوات الملكية للفرعونيينأحمس الأول ورمسيس الأول حيث أضيفت لمقتنيات المتحف في مارس 2004 م. كجزء من التجديدات في المتحف والتي تضمنت مركزًا للزوار وأضيف فيها ومعرضًا كبيرًا لإعادة ترميم حوائط معبد أخناتون في الكرنك.

## وصلات خارجية
- متحف الأقصر
- عودة الملكين  نسخة محفوظة 24 أكتوبر 2020 على موقع واي باك مشين.